# 圣雅各布公园球场
圣雅各布公园球场（德語：St. Jakob-Park）位于瑞士巴塞尔，是该国最大的专业足球场，也是足球會的主场，容量为42,500个座位。
2008年6月7日，2008年欧洲足球锦标赛在圣雅各布公园球场开幕。
2016年5月18日，2016年歐霸盃決賽在圣雅各布公园球场舉行。
此球場屬2025年的女子欧洲杯的比賽場館之一，亦為該屆決賽場地。